# Chersina
Chersina és un gènere de tortuga de la família Testudinidae endèmic de Sud-àfrica amb només una espècie, Chersina angulata.